# Herzele
Herzele là một đô thị ở tỉnh Oost-Vlaanderen. Đô thị này bao gồm các thị xã Borsbeke, Herzele, Hillegem, Ressegem, Sint-Antelinks, Sint-Lievens-Esse, Steenhuize-Wijnhuize và Woubrechtegem. Tại thời điểm ngày 1 tháng 1 năm  2006 Herzele có tổng dân số 16,709 người. Tổng diện tích là 47.40 km² với mật độ dân số là 353 người trên mỗi km². Thị trưởng hiện tại của Herzele là Johan Van Tittelboom, từ đảng VLD.